# Chemin de la Salade-Ponsan
Le chemin de la Salade-Ponsan (en occitan : camin de la Salada Ponsan) est une voie publique de Toulouse, chef-lieu de la région Occitanie, dans le Midi de la France. 

## Situation et accès

### Description
Le chemin de la Salade-Ponsan est une voie publique. Il traverse les quartiers de Rangueil et Jules-Julien. Il correspond à une partie de l'ancien chemin vicinal 52, qui allait du Férétra au hameau de Pouvourville (actuels rue Saint-Roch, chemin de la Salade-Ponsan et chemin du Vallon).
La chaussée compte une voie de circulation automobile dans chaque sens. Elle appartient à une zone 30 et la vitesse y est limitée à 30 km/h. Il n'existe pas d'aménagement cyclable.

### Voies rencontrées
Le chemin de la Salade-Ponsan rencontre les voies suivantes, dans l'ordre des numéros croissants (« g » indique que la rue se situe à gauche, « d » à droite) :
1. Chemin du Vallon (g)
2. Avenue du Professeur-Joseph-Ducuing (d)
3. Rue Maurice-Bécanne (d)
4. Rue Henri-Sahuqué (d)
5. Rue des Géraniums (d)
6. Chemin des Oliviers (g)
7. Rue des Edelweiss (d)
8. Rue des Pivoines (d)
9. Rue Thomas-Edison (g)
10. Avenue des Coteaux (d)
11. Rue Charles-Lecocq (g)
12. Rue du Pouset (d)
13. Rue Gustave-Courbet (g)
14. Rue Louis-Eydoux (d)
15. Rue Lefranc-de-Pompignan (g)
16. Rue du Bon-Voisin (d)
17. Rue Pech-David (d)
18. Rue Jean-de-Boyssonné (g)
19. Rue de la Charbonnière (g)
20. Rue Alfred-Rambaud (g)
21. Rue Saint-Roch (g)
22. Impasse Saint-Roch (d)

### Transports
Le chemin de la Salade-Ponsan est parcouru et desservi sur presque toute sa longueur, entre le chemin du Vallon et la rue de la Charbonnière, par la ligne de bus 54. Sur sa dernière partie, entre la rue de la Charbonnière et la rue Saint-Roch, le chemin est finalement parcouru et desservi par la ligne de bus 115. Les stations de métro les plus proches sont, au sud, la station Université-Paul-Sabatier et, au nord, la station Saint-Agne - SNCF, sur la ligne de métro . 
Les stations de vélos en libre-service VélôToulouse les plus proches sont les stations no 160 (21 avenue des Écoles-Jules-Julien) et no 280 (Rue de la Charbonnière).

## Odonymie
Le chemin de la Salade-Ponsan tient son nom de fourches patibulaires ou d'un gibet (salada en occitan médiéval), qui se trouvait à proximité de la ferme Ponsan. L'impasse Camille-Matignon portait d'ailleurs, jusqu'en 1937, le nom de chemin Ponsan. Ce nom de « salade » se retrouve d'ailleurs pour la place de Salade – la barrière de Paris –, au nord de la ville, au débouché de la route de Paris (actuelle avenue des États-Unis). La « salade » Ponsan se trouvait, quant à elle, au carrefour du chemin Saint-Roch (actuelle impasse Saint-Roch) et du grand-chemin royal (actuelles avenue Jules-Julien et route de Narbonne). 
Le chemin était également connu, comme la rue Saint-Roch, qui le prolonge au nord, et, comme le chemin de Pouvourville qui le prolonge au sud, comme le chemin ou le petit-chemin de Pouvourville. Il permettait en effet, en s'élevant doucement depuis la route de Narbonne, de rejoindre le village de ce nom. C'était également le vieux chemin de Vieille-Toulouse puisqu'il servait d'itinéraire pour atteindre le village de Vieille-Toulouse, perché sur les coteaux.